# 武井美男
武井 美男（たけい よしお、1950年9月3日 - 2006年6月4日）は、日本のアマチュア相撲指導者、明治大学付属中野中学校・高等学校相撲部元監督、教員。山梨県出身
。
相撲の基礎からの徹底指導に定評があり、若乃花勝・貴乃花光司兄弟や栃東大裕、玉力道栄来などの力士を育て上げ、角界に送り出した名監督として知られている。

## 来歴・人物
山梨県立日川高等学校を経て明治大学に進むと相撲部の主将を務めた。同大学卒業後は明治大学付属中野中学校・高等学校の教員となり、教鞭をとりながら相撲部の監督として後進の指導にあたってきた。2006年6月4日、学校近くに仕事用として借りていた住居で、55歳という若さで死去した。人工透析を受けるなどの持病があったが、亡くなる直前まで教壇に立っていたという。「3年先のための稽古」を信条としていた。